# Nina Van Koeckhoven
Nina Van Koeckhoven (Gent, 6 oktober 1983) is een Belgische zwemster. Haar specialiteit is de vrije slag. Sinds 2010 doet ze ook aan triatlon. Van Koeckhoven is houdster van het Belgische record op de 200 meter vrije slag in groot bad.  
In 1997 haalde ze brons op het Europees Olympisch Jeugdfestival op de 200m vrije slag. Een jaar later zwom ze naar brons op de 100 en 200m vrije slag op de Europese kampioenschappen voor de jeugd. Mede door een zware voedselvergiftiging die ze opliep op het WK in Japan in 2001 kon ze bij de seniors nooit echt de top bereiken. Op nationaal niveau haalde ze wel 10 nationale titels.  

## Belangrijkste prestaties
| Jaar | Olympische Spelen                                                 | WK langebaan                                               | WK kortebaan                            | EK langebaan                                                                      | EK kortebaan                                                |
| ---- | ----------------------------------------------------------------- | ---------------------------------------------------------- | --------------------------------------- | --------------------------------------------------------------------------------- | ----------------------------------------------------------- |
| 2000 | 11e 4x100m vrije slag 12e 4x200m vrije slag 11e 4x100m wisselslag |                                                            | geen deelname                           | 6e 200m vrije slag · 4x100m vrije slag · 4e 4x200m vrije slag · 4x100m wisselslag | geen deelname                                               |
| 2001 |                                                                   | 40e 50m vrije slag 34e 100m vrije slag 32e 200m vrije slag |                                         |                                                                                   | geen deelname                                               |
| 2002 |                                                                   |                                                            | 22e 100m vrije slag 17e 200m vrije slag | 26e 100m vrije slag 12e 200m vrije slag 6e 4x100m vrije slag                      | geen deelname                                               |
| 2003 |                                                                   | 32e 200m vrije slag 13e 4x100m vrije slag                  |                                         |                                                                                   | geen deelname                                               |
| 2004 | geen deelname                                                     |                                                            | geen deelname                           | 10e 4x100m vrije slag 11e 4x200m vrije slag                                       | geen deelname                                               |
| 2005 |                                                                   | geen deelname                                              |                                         |                                                                                   | geen deelname                                               |
| 2006 |                                                                   |                                                            | geen deelname                           | geen deelname                                                                     | geen deelname                                               |
| 2007 |                                                                   | geen deelname                                              |                                         |                                                                                   | geen deelname                                               |
| 2008 | geen deelname                                                     |                                                            | geen deelname                           | geen deelname                                                                     | 23e 100m vrije slag 27e 200m vrije slag 7e 4x50m vrije slag |
| 2009 |                                                                   | 51e 100m vrije slag 17e 4x100m vrije slag                  |                                         |                                                                                   | geen deelname                                               |

## Persoonlijke records
(Per 24 augustus 2011)

### Kortebaan
| afstand          | tijd    | datum      | plaats     |
| ---------------- | ------- | ---------- | ---------- |
| 50 m vrije slag  | 25,43   | 14-11-09   | Wachtebeke |
| 100 m vrije slag | 54,24   | 17-05-09   | Wachtebeke |
| 200 m vrije slag | 1.57,63 | 16-05-2010 | Wachtebeke |

### Langebaan
| afstand          | tijd       | datum    | plaats    |
| ---------------- | ---------- | -------- | --------- |
| 50 m vrije slag  | 26,05      | 01-05-08 | Molenbeek |
| 100 m vrije slag | 56,09      | 09-01-09 | Antwerpen |
| 200 m vrije slag | BR 2.00,90 | 07-09-00 | Helsinki  |